# リミット もしも、わが子が…
『リミット もしも、わが子が…』（リミット もしもわがこが）は、2000年7月3日から9月11日まで日本テレビ系列で毎週月曜22:00 - 22:54（JST）に放送された、讀賣テレビ放送制作のテレビドラマ。
連続幼児誘拐事件に巻き込まれたひとりの婦人警官が、警官ではなく母親として誘拐された我が子を奪回しようとする姿を描く。原作は、1998年に講談社より発表された野沢尚のミステリー小説『リミット』で、ドラマ化に際しては脚本も自ら担当した。終盤部については原作からの変更も見られる。

## キャスト
- 有働公子：安田成美
- 片野坂泰裕：佐藤浩市
- 楢崎香澄：山本未來
- 日色泉水：新山千春
- 塩屋篤志：妻夫木聡
- 楢崎彰一：升毅
- 福島千晶：加藤貴子
- 相沢知子：片桐はいり
- 有働貴之：有岡大貴（子役）[1]
- 楢崎あゆみ：山田さくや（子役）
- 冨家浩紀：今井雅之
- 曽根加寿男：モロ師岡
- グレイ・ウォン：北村一輝
- 相馬謙太郎：益岡徹
- 澤松智永：田中美佐子
- 古賀英寿：陣内孝則

## 主題歌
- 「月と甘い涙」Chara

## スタッフ
- 原作・脚本：野沢尚
- エグゼクティブ・ディレクター：鶴橋康夫
- プロデューサー：堀口良則、小橋智子、篠原茂
- 演出：鶴橋康夫、田中大輔、黒沢淳、新城毅彦
- 音楽：見岳章
- ガンエフェクト：唐沢裕一
- 技術協力：ビデオスタッフ
- スタジオ：多摩スタジオ
- 制作協力：テレパック
- 制作著作：讀賣テレビ放送

## サブタイトル
| 第一章                                                     | 2000年7月3日  | 二人の女         | 14.0% |
| 第二章                                                     | 2000年7月10日 | 母の叫び         | 11.5% |
| 第三章                                                     | 2000年7月17日 | 母の孤独な戦い   | 10.3% |
| 第四章                                                     | 2000年7月24日 | 必死の逃亡者     | 10.1% |
| 第五章                                                     | 2000年7月31日 | キーワード発見   | 11.0% |
| 第六章                                                     | 2000年8月7日  | 謎はつながった   | 9.1%  |
| 第七章                                                     | 2000年8月14日 | 愛しはじめた男   | 9.8%  |
| 第八章                                                     | 2000年8月21日 | 母の反撃、始まる | 8.7%  |
| 第九章                                                     | 2000年8月28日 | …最終章へ        | 9.2%  |
| 第十章                                                     | 2000年9月4日  | 海を越える母の愛 | 9.4%  |
| 最終章                                                     | 2000年9月11日 | 忘れられない想い | 12.9% |
| 平均視聴率 10.5%（視聴率は関東地区・ビデオリサーチ社調べ） |               |                  |       |

## 関連商品
- リミット もしも、わが子が… 野沢尚 中央公論新社 2000年8月  ISBN 978-4-12-003045-1 ドラマのシナリオ集。現在絶版の模様。
- リミット もしも、わが子が… Vol.1・Vol.2(バップ)2000年10月21日発売。VHSの単品商品。
- リミット もしも、わが子が… Vol.3・Vol.4(バップ)2000年11月22日発売。VHSの単品商品。